# Mestna avtobusna linija št. 52 (Szczecin)
Mestna avtobusna linija številka 52 (Tkacka – Wyspa Pucka) je ena izmed avtobusnih linij javnega mestnega prometa v Ščečinu. Povezuje Staro mesto in Otok Pucka. Ova linija je začela obratovati 1955.

## Trasa
Tkacka - Grodzka (vrnitev: S. Wyszyńskiego) - S. Wyszyńskiego - Energetyków - Kanał Parnicki - Marynarska - Wyspa Pucka